# Svetovno prvenstvo v hokeju na ledu 1973
Svetovno prvenstvo v hokeju na ledu 1973 je bilo štirideseto Svetovno prvenstvo v hokeju na ledu. Potekalo je med 9. marcem in 15. aprilom 1973 v Moskvi, Sovjetska zveza (skupina A), Gradcu, Avstrija (skupina B) ter Nijmegnu, Utrechtu, Tilburgu, Haagu, Geleenu in Rotterdamu, Nizozemska (skupina C). Zlato medaljo je osvojila sovjetska reprezentanca, srebrno švedska, bronasto pa češkoslovaška, v konkurenci dvaindvajsetih reprezentanc, trinajstič tudi jugoslovanske, ki je osvojila deveto mesto. To je bil za sovjetsko reprezentanco dvanajsti naslov svetovnega prvaka. 

## Dobitniki medalj
| Zlato | Srebro | Bron |
| Sovjetska zvezaVladislav Tretjak Aleksander Sidelnikov Valerij Vasiljev Aleksander Gusev Jevgenij Paladjev Genadij Cigankov Vladimir Lutčenko Aleksander Ragulin Boris Mihajlov Vladimir Petrov Valerij Harlamov Aleksander Martinjuk Vladimir Šadrin Aleksander Jakušev Jurij Lebedjev Aleksander Malcev Aleksander Bodunov Vjačeslav Anisin Aleksander Volčkov | ŠvedskaChrister Abrahamsson William Löfqvist Thommy Abrahamsson Roland Bond Arne Carlsson Björn Johansson Börje Salming Lars-Erik Sjöberg Karl-Johan Sundqvist Inge Hammarström Anders Hedberg Stefan Karlsson Tord Lundström Ulf Nilsson Ulf Sterner Dan Söderström Kjell-Arne Vikström Håkan Wickberg Dick Yderström Mats Åhlberg | ČeškoslovaškaJiří Holeček Jiří Crha Oldřich Machač František Pospíšil Jiří Bubla Josef Horešovský Milan Kužela Karel Vohralík Petr Adamík Jan Klapáč Jaroslav Holík Jiří Holík Jiří Kochta Václav Nedomanský Josef Paleček Vladimír Martinec Richard Farda Bohuslav Šťastný Ivan Hlinka Jiří Novák |

## Tekme

### Skupina A
| 31. marec 1973 | Češkoslovaška | 14:1 | Poljska | Dvorana Lužniki, Moskva |

| Poročilo tekme      | Poročilo tekme | Poročilo tekme | Poročilo tekme | Poročilo tekme |
| ------------------- | -------------- | -------------- | -------------- | -------------- |
| Začetek: ni podatka |                |                |                |                |

| 31. marec 1973 | Sovjetska zveza | 17:0 | Zahodna Nemčija | Dvorana Lužniki, Moskva |

| Poročilo tekme      | Poročilo tekme | Poročilo tekme | Poročilo tekme | Poročilo tekme |
| ------------------- | -------------- | -------------- | -------------- | -------------- |
| Začetek: ni podatka |                |                |                |                |

| 1. april 1973 | Švedska | 11:2 | Poljska | Dvorana Lužniki, Moskva |

| Poročilo tekme      | Poročilo tekme | Poročilo tekme | Poročilo tekme | Poročilo tekme |
| ------------------- | -------------- | -------------- | -------------- | -------------- |
| Začetek: ni podatka |                |                |                |                |

| 1. april 1973 | Finska | 8:3 | Zahodna Nemčija | Dvorana Lužniki, Moskva |

| Poročilo tekme      | Poročilo tekme | Poročilo tekme | Poročilo tekme | Poročilo tekme |
| ------------------- | -------------- | -------------- | -------------- | -------------- |
| Začetek: ni podatka |                |                |                |                |

| 2. april 1973 | Češkoslovaška | 0:2 | Švedska | Dvorana Lužniki, Moskva |

| Poročilo tekme      | Poročilo tekme | Poročilo tekme | Poročilo tekme | Poročilo tekme |
| ------------------- | -------------- | -------------- | -------------- | -------------- |
| Začetek: ni podatka |                |                |                |                |

| 2. april 1973 | Sovjetska zveza | 8:2 | Finska | Dvorana Lužniki, Moskva |

| Poročilo tekme      | Poročilo tekme | Poročilo tekme | Poročilo tekme | Poročilo tekme |
| ------------------- | -------------- | -------------- | -------------- | -------------- |
| Začetek: ni podatka |                |                |                |                |

| 3. april 1973 | Češkoslovaška | 4:2 | Zahodna Nemčija | Dvorana Lužniki, Moskva |

| Poročilo tekme      | Poročilo tekme | Poročilo tekme | Poročilo tekme | Poročilo tekme |
| ------------------- | -------------- | -------------- | -------------- | -------------- |
| Začetek: ni podatka |                |                |                |                |

| 3. april 1973 | Sovjetska zveza | 9:3 | Poljska | Dvorana Lužniki, Moskva |

| Poročilo tekme      | Poročilo tekme | Poročilo tekme | Poročilo tekme | Poročilo tekme |
| ------------------- | -------------- | -------------- | -------------- | -------------- |
| Začetek: ni podatka |                |                |                |                |

| 4. april 1973 | Švedska | 8:2 | Zahodna Nemčija | Dvorana Lužniki, Moskva |

| Poročilo tekme      | Poročilo tekme | Poročilo tekme | Poročilo tekme | Poročilo tekme |
| ------------------- | -------------- | -------------- | -------------- | -------------- |
| Začetek: ni podatka |                |                |                |                |

| 4. april 1973 | Finska | 5:0 | Poljska | Dvorana Lužniki, Moskva |

| Poročilo tekme      | Poročilo tekme | Poročilo tekme | Poročilo tekme | Poročilo tekme |
| ------------------- | -------------- | -------------- | -------------- | -------------- |
| Začetek: ni podatka |                |                |                |                |

| 5. april 1973 | Švedska | 3:2 | Finska | Dvorana Lužniki, Moskva |

| Poročilo tekme      | Poročilo tekme | Poročilo tekme | Poročilo tekme | Poročilo tekme |
| ------------------- | -------------- | -------------- | -------------- | -------------- |
| Začetek: ni podatka |                |                |                |                |

| 5. april 1973 | Češkoslovaška | 3:2 | Sovjetska zveza | Dvorana Lužniki, Moskva |

| Poročilo tekme      | Poročilo tekme | Poročilo tekme | Poročilo tekme | Poročilo tekme |
| ------------------- | -------------- | -------------- | -------------- | -------------- |
| Začetek: ni podatka |                |                |                |                |

| 6. april 1973 | Zahodna Nemčija | 4:2 | Poljska | Dvorana Lužniki, Moskva |

| Poročilo tekme      | Poročilo tekme | Poročilo tekme | Poročilo tekme | Poročilo tekme |
| ------------------- | -------------- | -------------- | -------------- | -------------- |
| Začetek: ni podatka |                |                |                |                |

| 7. april 1973 | Češkoslovaška | 4:2 | Finska | Dvorana Lužniki, Moskva |

| Poročilo tekme      | Poročilo tekme | Poročilo tekme | Poročilo tekme | Poročilo tekme |
| ------------------- | -------------- | -------------- | -------------- | -------------- |
| Začetek: ni podatka |                |                |                |                |

| 7. april 1973 | Sovjetska zveza | 6:1 | Švedska | Dvorana Lužniki, Moskva |

| Poročilo tekme      | Poročilo tekme | Poročilo tekme | Poročilo tekme | Poročilo tekme |
| ------------------- | -------------- | -------------- | -------------- | -------------- |
| Začetek: ni podatka |                |                |                |                |

| 8. april 1973 | Češkoslovaška | 4:1 | Poljska | Dvorana Lužniki, Moskva |

| Poročilo tekme      | Poročilo tekme | Poročilo tekme | Poročilo tekme | Poročilo tekme |
| ------------------- | -------------- | -------------- | -------------- | -------------- |
| Začetek: ni podatka |                |                |                |                |

| 8. april 1973 | Sovjetska zveza | 18:2 | Zahodna Nemčija | Dvorana Lužniki, Moskva |

| Poročilo tekme      | Poročilo tekme | Poročilo tekme | Poročilo tekme | Poročilo tekme |
| ------------------- | -------------- | -------------- | -------------- | -------------- |
| Začetek: ni podatka |                |                |                |                |

| 9. april 1973 | Švedska | 7:0 | Poljska | Dvorana Lužniki, Moskva |

| Poročilo tekme      | Poročilo tekme | Poročilo tekme | Poročilo tekme | Poročilo tekme |
| ------------------- | -------------- | -------------- | -------------- | -------------- |
| Začetek: ni podatka |                |                |                |                |

| 9. april 1973 | Finska | 2:1 | Zahodna Nemčija | Dvorana Lužniki, Moskva |

| Poročilo tekme      | Poročilo tekme | Poročilo tekme | Poročilo tekme | Poročilo tekme |
| ------------------- | -------------- | -------------- | -------------- | -------------- |
| Začetek: ni podatka |                |                |                |                |

| 10. april 1973 | Češkoslovaška | 3:3 | Švedska | Dvorana Lužniki, Moskva |

| Poročilo tekme      | Poročilo tekme | Poročilo tekme | Poročilo tekme | Poročilo tekme |
| ------------------- | -------------- | -------------- | -------------- | -------------- |
| Začetek: ni podatka |                |                |                |                |

| 10. april 1973 | Sovjetska zveza | 9:1 | Finska | Dvorana Lužniki, Moskva |

| Poročilo tekme      | Poročilo tekme | Poročilo tekme | Poročilo tekme | Poročilo tekme |
| ------------------- | -------------- | -------------- | -------------- | -------------- |
| Začetek: ni podatka |                |                |                |                |

| 11. april 1973 | Češkoslovaška | 7:2 | Zahodna Nemčija | Dvorana Lužniki, Moskva |

| Poročilo tekme      | Poročilo tekme | Poročilo tekme | Poročilo tekme | Poročilo tekme |
| ------------------- | -------------- | -------------- | -------------- | -------------- |
| Začetek: ni podatka |                |                |                |                |

| 11. april 1973 | Sovjetska zveza | 20:0 | Poljska | Dvorana Lužniki, Moskva |

| Poročilo tekme      | Poročilo tekme | Poročilo tekme | Poročilo tekme | Poročilo tekme |
| ------------------- | -------------- | -------------- | -------------- | -------------- |
| Začetek: ni podatka |                |                |                |                |

| 12. april 1973 | Švedska | 12:1 | Zahodna Nemčija | Dvorana Lužniki, Moskva |

| Poročilo tekme      | Poročilo tekme | Poročilo tekme | Poročilo tekme | Poročilo tekme |
| ------------------- | -------------- | -------------- | -------------- | -------------- |
| Začetek: ni podatka |                |                |                |                |

| 12. april 1973 | Finska | 1:1 | Poljska | Dvorana Lužniki, Moskva |

| Poročilo tekme      | Poročilo tekme | Poročilo tekme | Poročilo tekme | Poročilo tekme |
| ------------------- | -------------- | -------------- | -------------- | -------------- |
| Začetek: ni podatka |                |                |                |                |

| 13. april 1973 | Švedska | 2:1 | Finska | Dvorana Lužniki, Moskva |

| Poročilo tekme      | Poročilo tekme | Poročilo tekme | Poročilo tekme | Poročilo tekme |
| ------------------- | -------------- | -------------- | -------------- | -------------- |
| Začetek: ni podatka |                |                |                |                |

| 13. april 1973 | Sovjetska zveza | 4:2 | Češkoslovaška | Dvorana Lužniki, Moskva |

| Poročilo tekme      | Poročilo tekme | Poročilo tekme | Poročilo tekme | Poročilo tekme |
| ------------------- | -------------- | -------------- | -------------- | -------------- |
| Začetek: ni podatka |                |                |                |                |

| 14. april 1973 | Zahodna Nemčija | 1:4 | Poljska | Dvorana Lužniki, Moskva |

| Poročilo tekme      | Poročilo tekme | Poročilo tekme | Poročilo tekme | Poročilo tekme |
| ------------------- | -------------- | -------------- | -------------- | -------------- |
| Začetek: ni podatka |                |                |                |                |

| 15. april 1973 | Češkoslovaška | 8:0 | Finska | Dvorana Lužniki, Moskva |

| Poročilo tekme      | Poročilo tekme | Poročilo tekme | Poročilo tekme | Poročilo tekme |
| ------------------- | -------------- | -------------- | -------------- | -------------- |
| Začetek: ni podatka |                |                |                |                |

| 15. april 1973 | Sovjetska zveza | 6:4 | Švedska | Dvorana Lužniki, Moskva |

| Poročilo tekme      | Poročilo tekme | Poročilo tekme | Poročilo tekme | Poročilo tekme |
| ------------------- | -------------- | -------------- | -------------- | -------------- |
| Začetek: ni podatka |                |                |                |                |

#### Lestvica
OT-odigrane tekme, z-zmage, n-neodločeni izidi, P-porazi, DG-doseženo goli, PG-prejeti goli, GR-gol razlika, T-točke.
| # | Reprezentanca   | OT | Z  | N | P | DG  | PG | GR  | T  |
| - | --------------- | -- | -- | - | - | --- | -- | --- | -- |
| 1 | Sovjetska zveza | 10 | 10 | 0 | 0 | 100 | 18 | +82 | 20 |
| 2 | Švedska         | 10 | 7  | 1 | 2 | 53  | 23 | +30 | 15 |
| 3 | Češkoslovaška   | 10 | 6  | 1 | 3 | 48  | 20 | +28 | 13 |
| 4 | Finska          | 10 | 3  | 1 | 6 | 24  | 39 | -15 | 7  |
| 5 | Poljska         | 10 | 1  | 1 | 8 | 14  | 76 | -62 | 3  |
| 6 | Zahodna Nemčija | 10 | 1  | 0 | 9 | 19  | 82 | -63 | 2  |

- Zahodnonemška reprezentanca je izpadla v skupino B.

### Skupina B
| 22. marec 1973 | ZDA | 6:4 | Japonska | Gradec, Avstrija |

| Poročilo tekme      | Poročilo tekme | Poročilo tekme | Poročilo tekme | Poročilo tekme |
| ------------------- | -------------- | -------------- | -------------- | -------------- |
| Začetek: ni podatka |                |                |                |                |

| 22. marec 1973 | Vzhodna Nemčija | 6:4 | Jugoslavija | Gradec, Avstrija |

| Poročilo tekme      | Poročilo tekme | Poročilo tekme | Poročilo tekme | Poročilo tekme |
| ------------------- | -------------- | -------------- | -------------- | -------------- |
| Začetek: ni podatka |                |                |                |                |

| 22. marec 1973 | Švica | 4:3 | Italija | Gradec, Avstrija |

| Poročilo tekme      | Poročilo tekme | Poročilo tekme | Poročilo tekme | Poročilo tekme |
| ------------------- | -------------- | -------------- | -------------- | -------------- |
| Začetek: ni podatka |                |                |                |                |

| 22. marec 1973 | Avstrija | 2:4 | Romunija | Gradec, Avstrija |

| Poročilo tekme      | Poročilo tekme | Poročilo tekme | Poročilo tekme | Poročilo tekme |
| ------------------- | -------------- | -------------- | -------------- | -------------- |
| Začetek: ni podatka |                |                |                |                |

| 23. marec 1973 | ZDA | 6:6 | Jugoslavija | Gradec, Avstrija |

| Poročilo tekme      | Poročilo tekme | Poročilo tekme | Poročilo tekme | Poročilo tekme |
| ------------------- | -------------- | -------------- | -------------- | -------------- |
| Začetek: ni podatka |                |                |                |                |

| 23. marec 1973 | Avstrija | 6:5 | Italija | Gradec, Avstrija |

| Poročilo tekme      | Poročilo tekme | Poročilo tekme | Poročilo tekme | Poročilo tekme |
| ------------------- | -------------- | -------------- | -------------- | -------------- |
| Začetek: ni podatka |                |                |                |                |

| 24. marec 1973 | Romunija | 3:0 | Japonska | Gradec, Avstrija |

| Poročilo tekme      | Poročilo tekme | Poročilo tekme | Poročilo tekme | Poročilo tekme |
| ------------------- | -------------- | -------------- | -------------- | -------------- |
| Začetek: ni podatka |                |                |                |                |

| 24. marec 1973 | Vzhodna Nemčija | 8:5 | Švica | Gradec, Avstrija |

| Poročilo tekme      | Poročilo tekme | Poročilo tekme | Poročilo tekme | Poročilo tekme |
| ------------------- | -------------- | -------------- | -------------- | -------------- |
| Začetek: ni podatka |                |                |                |                |

| 25. marec 1973 | ZDA | 4:6 | Vzhodna Nemčija | Gradec, Avstrija |

| Poročilo tekme      | Poročilo tekme | Poročilo tekme | Poročilo tekme | Poročilo tekme |
| ------------------- | -------------- | -------------- | -------------- | -------------- |
| Začetek: ni podatka |                |                |                |                |

| 25. marec 1973 | Romunija | 5:2 | Italija | Gradec, Avstrija |

| Poročilo tekme      | Poročilo tekme | Poročilo tekme | Poročilo tekme | Poročilo tekme |
| ------------------- | -------------- | -------------- | -------------- | -------------- |
| Začetek: ni podatka |                |                |                |                |

| 25. marec 1973 | Švica | 0:6 | Jugoslavija | Gradec, Avstrija |

| Poročilo tekme      | Poročilo tekme | Poročilo tekme | Poročilo tekme | Poročilo tekme |
| ------------------- | -------------- | -------------- | -------------- | -------------- |
| Začetek: ni podatka |                |                |                |                |

| 25. marec 1973 | Avstrija | 2:4 | Japonska | Gradec, Avstrija |

| Poročilo tekme      | Poročilo tekme | Poročilo tekme | Poročilo tekme | Poročilo tekme |
| ------------------- | -------------- | -------------- | -------------- | -------------- |
| Začetek: ni podatka |                |                |                |                |

| 26. marec 1973 | ZDA | 11:0 | Italija | Gradec, Avstrija |

| Poročilo tekme      | Poročilo tekme | Poročilo tekme | Poročilo tekme | Poročilo tekme |
| ------------------- | -------------- | -------------- | -------------- | -------------- |
| Začetek: ni podatka |                |                |                |                |

| 26. marec 1973 | Avstrija | 1:6 | Jugoslavija | Gradec, Avstrija |

| Poročilo tekme      | Poročilo tekme | Poročilo tekme | Poročilo tekme | Poročilo tekme |
| ------------------- | -------------- | -------------- | -------------- | -------------- |
| Začetek: ni podatka |                |                |                |                |

| 27. marec 1973 | Švica | 5:4 | Japonska | Gradec, Avstrija |

| Poročilo tekme      | Poročilo tekme | Poročilo tekme | Poročilo tekme | Poročilo tekme |
| ------------------- | -------------- | -------------- | -------------- | -------------- |
| Začetek: ni podatka |                |                |                |                |

| 27. marec 1973 | Vzhodna Nemčija | 4:2 | Romunija | Gradec, Avstrija |

| Poročilo tekme      | Poročilo tekme | Poročilo tekme | Poročilo tekme | Poročilo tekme |
| ------------------- | -------------- | -------------- | -------------- | -------------- |
| Začetek: ni podatka |                |                |                |                |

| 28. marec 1973 | Jugoslavija | 8:4 | Italija | Gradec, Avstrija |

| Poročilo tekme      | Poročilo tekme | Poročilo tekme | Poročilo tekme | Poročilo tekme |
| ------------------- | -------------- | -------------- | -------------- | -------------- |
| Začetek: ni podatka |                |                |                |                |

| 28. marec 1973 | Avstrija | 0:9 | ZDA | Gradec, Avstrija |

| Poročilo tekme      | Poročilo tekme | Poročilo tekme | Poročilo tekme | Poročilo tekme |
| ------------------- | -------------- | -------------- | -------------- | -------------- |
| Začetek: ni podatka |                |                |                |                |

| 28. marec 1973 | Vzhodna Nemčija | 5:3 | Japonska | Gradec, Avstrija |

| Poročilo tekme      | Poročilo tekme | Poročilo tekme | Poročilo tekme | Poročilo tekme |
| ------------------- | -------------- | -------------- | -------------- | -------------- |
| Začetek: ni podatka |                |                |                |                |

| 28. marec 1973 | Švica | 4:5 | Romunija | Gradec, Avstrija |

| Poročilo tekme      | Poročilo tekme | Poročilo tekme | Poročilo tekme | Poročilo tekme |
| ------------------- | -------------- | -------------- | -------------- | -------------- |
| Začetek: ni podatka |                |                |                |                |

| 30. marec 1973 | ZDA | 6:3 | Romunija | Gradec, Avstrija |

| Poročilo tekme      | Poročilo tekme | Poročilo tekme | Poročilo tekme | Poročilo tekme |
| ------------------- | -------------- | -------------- | -------------- | -------------- |
| Začetek: ni podatka |                |                |                |                |

| 30. marec 1973 | Jugoslavija | 4:3 | Japonska | Gradec, Avstrija |

| Poročilo tekme      | Poročilo tekme | Poročilo tekme | Poročilo tekme | Poročilo tekme |
| ------------------- | -------------- | -------------- | -------------- | -------------- |
| Začetek: ni podatka |                |                |                |                |

| 30. marec 1973 | Vzhodna Nemčija | 15:1 | Italija | Gradec, Avstrija |

| Poročilo tekme      | Poročilo tekme | Poročilo tekme | Poročilo tekme | Poročilo tekme |
| ------------------- | -------------- | -------------- | -------------- | -------------- |
| Začetek: ni podatka |                |                |                |                |

| 30. marec 1973 | Avstrija | 8:4 | Švica | Gradec, Avstrija |

| Poročilo tekme      | Poročilo tekme | Poročilo tekme | Poročilo tekme | Poročilo tekme |
| ------------------- | -------------- | -------------- | -------------- | -------------- |
| Začetek: ni podatka |                |                |                |                |

| 31. marec 1973 | Japonska | 5:3 | Italija | Gradec, Avstrija |

| Poročilo tekme      | Poročilo tekme | Poročilo tekme | Poročilo tekme | Poročilo tekme |
| ------------------- | -------------- | -------------- | -------------- | -------------- |
| Začetek: ni podatka |                |                |                |                |

| 31. marec 1973 | ZDA | 10:4 | Švica | Gradec, Avstrija |

| Poročilo tekme      | Poročilo tekme | Poročilo tekme | Poročilo tekme | Poročilo tekme |
| ------------------- | -------------- | -------------- | -------------- | -------------- |
| Začetek: ni podatka |                |                |                |                |

| 31. marec 1973 | Avstrija | 2:12 | Vzhodna Nemčija | Gradec, Avstrija |

| Poročilo tekme      | Poročilo tekme | Poročilo tekme | Poročilo tekme | Poročilo tekme |
| ------------------- | -------------- | -------------- | -------------- | -------------- |
| Začetek: ni podatka |                |                |                |                |

| 31. marec 1973 | Jugoslavija | 2:2 | Romunija | Gradec, Avstrija |

| Poročilo tekme      | Poročilo tekme | Poročilo tekme | Poročilo tekme | Poročilo tekme |
| ------------------- | -------------- | -------------- | -------------- | -------------- |
| Začetek: ni podatka |                |                |                |                |

#### Lestvica
OT-odigrane tekme, z-zmage, n-neodločeni izidi, P-porazi, DG-doseženo goli, PG-prejeti goli, GR-gol razlika, T-točke.
| #  | Reprezentanca   | OT | Z | N | P | DG | PG | GR  | T  |
| -- | --------------- | -- | - | - | - | -- | -- | --- | -- |
| 7  | Vzhodna Nemčija | 7  | 7 | 0 | 0 | 56 | 21 | +35 | 14 |
| 8  | ZDA             | 7  | 5 | 1 | 1 | 52 | 23 | +29 | 11 |
| 9  | Jugoslavija     | 7  | 4 | 2 | 1 | 36 | 22 | +14 | 10 |
| 10 | Romunija        | 7  | 4 | 1 | 2 | 24 | 20 | +4  | 9  |
| 11 | Avstrija        | 7  | 2 | 0 | 5 | 21 | 44 | -13 | 4  |
| 12 | Japonska        | 7  | 2 | 0 | 5 | 23 | 28 | -5  | 4  |
| 13 | Švica           | 7  | 2 | 0 | 5 | 26 | 44 | -18 | 4  |
| 14 | Italija         | 7  | 0 | 0 | 7 | 18 | 54 | -36 | 0  |

- Vzhodnonemška reprezentanca se je uvrstila v skupino A.
- Švicarska in italijanska reprezentanca sta izpadli v skupino C.

### Skupina C
| 9. marec 1973 | Kitajska | 3:3 | Danska | Nijmegen, Nizozemska |

| Poročilo tekme      | Poročilo tekme | Poročilo tekme | Poročilo tekme | Poročilo tekme |
| ------------------- | -------------- | -------------- | -------------- | -------------- |
| Začetek: ni podatka |                |                |                |                |

| 9. marec 1973 | Madžarska | 9:0 | Združeno kraljestvo | Utrecht, Nizozemska |

| Poročilo tekme      | Poročilo tekme | Poročilo tekme | Poročilo tekme | Poročilo tekme |
| ------------------- | -------------- | -------------- | -------------- | -------------- |
| Začetek: ni podatka |                |                |                |                |

| 9. marec 1973 | Norveška | 4:3 | Bolgarija | Tilburg, Nizozemska |

| Poročilo tekme      | Poročilo tekme | Poročilo tekme | Poročilo tekme | Poročilo tekme |
| ------------------- | -------------- | -------------- | -------------- | -------------- |
| Začetek: ni podatka |                |                |                |                |

| 9. marec 1973 | Nizozemska | 2:4 | Francija | Haag, Nizozemska |

| Poročilo tekme      | Poročilo tekme | Poročilo tekme | Poročilo tekme | Poročilo tekme |
| ------------------- | -------------- | -------------- | -------------- | -------------- |
| Začetek: ni podatka |                |                |                |                |

| 10. marec 1973 | Kitajska | 3:3 | Bolgarija | Haag, Nizozemska |

| Poročilo tekme      | Poročilo tekme | Poročilo tekme | Poročilo tekme | Poročilo tekme |
| ------------------- | -------------- | -------------- | -------------- | -------------- |
| Začetek: ni podatka |                |                |                |                |

| 10. marec 1973 | Francija | 3:1 | Združeno kraljestvo | Haag, Nizozemska |

| Poročilo tekme      | Poročilo tekme | Poročilo tekme | Poročilo tekme | Poročilo tekme |
| ------------------- | -------------- | -------------- | -------------- | -------------- |
| Začetek: ni podatka |                |                |                |                |

| 10. marec 1973 | Norveška | 14:2 | Danska | Utrecht, Nizozemska |

| Poročilo tekme      | Poročilo tekme | Poročilo tekme | Poročilo tekme | Poročilo tekme |
| ------------------- | -------------- | -------------- | -------------- | -------------- |
| Začetek: ni podatka |                |                |                |                |

| 10. marec 1973 | Nizozemska | 5:3 | Madžarska | Tilburg, Nizozemska |

| Poročilo tekme      | Poročilo tekme | Poročilo tekme | Poročilo tekme | Poročilo tekme |
| ------------------- | -------------- | -------------- | -------------- | -------------- |
| Začetek: ni podatka |                |                |                |                |

| 12. marec 1973 | Norveška | 4:0 | Kitajska | Haag, Nizozemska |

| Poročilo tekme      | Poročilo tekme | Poročilo tekme | Poročilo tekme | Poročilo tekme |
| ------------------- | -------------- | -------------- | -------------- | -------------- |
| Začetek: ni podatka |                |                |                |                |

| 12. marec 1973 | Bolgarija | 2:1 | Danska | Haag, Nizozemska |

| Poročilo tekme      | Poročilo tekme | Poročilo tekme | Poročilo tekme | Poročilo tekme |
| ------------------- | -------------- | -------------- | -------------- | -------------- |
| Začetek: ni podatka |                |                |                |                |

| 12. marec 1973 | Madžarska | 7:1 | Francija | Tilburg, Nizozemska |

| Poročilo tekme      | Poročilo tekme | Poročilo tekme | Poročilo tekme | Poročilo tekme |
| ------------------- | -------------- | -------------- | -------------- | -------------- |
| Začetek: ni podatka |                |                |                |                |

| 12. marec 1973 | Nizozemska | 13:3 | Združeno kraljestvo | Utrecht, Nizozemska |

| Poročilo tekme      | Poročilo tekme | Poročilo tekme | Poročilo tekme | Poročilo tekme |
| ------------------- | -------------- | -------------- | -------------- | -------------- |
| Začetek: ni podatka |                |                |                |                |

| 13. marec 1973 | Francija | 6:3 | Danska | Haag, Nizozemska |

| Poročilo tekme      | Poročilo tekme | Poročilo tekme | Poročilo tekme | Poročilo tekme |
| ------------------- | -------------- | -------------- | -------------- | -------------- |
| Začetek: ni podatka |                |                |                |                |

| 13. marec 1973 | Norveška | 11:3 | Združeno kraljestvo | Haag, Nizozemska |

| Poročilo tekme      | Poročilo tekme | Poročilo tekme | Poročilo tekme | Poročilo tekme |
| ------------------- | -------------- | -------------- | -------------- | -------------- |
| Začetek: ni podatka |                |                |                |                |

| 13. marec 1973 | Madžarska | 9:6 | Kitajska | Utrecht, Nizozemska |

| Poročilo tekme      | Poročilo tekme | Poročilo tekme | Poročilo tekme | Poročilo tekme |
| ------------------- | -------------- | -------------- | -------------- | -------------- |
| Začetek: ni podatka |                |                |                |                |

| 13. marec 1973 | Nizozemska | 8:5 | Bolgarija | Tilburg, Nizozemska |

| Poročilo tekme      | Poročilo tekme | Poročilo tekme | Poročilo tekme | Poročilo tekme |
| ------------------- | -------------- | -------------- | -------------- | -------------- |
| Začetek: ni podatka |                |                |                |                |

| 15. marec 1973 | Kitajska | 2:1 | Francija | Tilburg, Nizozemska |

| Poročilo tekme      | Poročilo tekme | Poročilo tekme | Poročilo tekme | Poročilo tekme |
| ------------------- | -------------- | -------------- | -------------- | -------------- |
| Začetek: ni podatka |                |                |                |                |

| 15. marec 1973 | Bolgarija | 9:2 | Združeno kraljestvo | Tilburg, Nizozemska |

| Poročilo tekme      | Poročilo tekme | Poročilo tekme | Poročilo tekme | Poročilo tekme |
| ------------------- | -------------- | -------------- | -------------- | -------------- |
| Začetek: ni podatka |                |                |                |                |

| 15. marec 1973 | Norveška | 6:0 | Madžarska | Geleen, Nizozemska |

| Poročilo tekme      | Poročilo tekme | Poročilo tekme | Poročilo tekme | Poročilo tekme |
| ------------------- | -------------- | -------------- | -------------- | -------------- |
| Začetek: ni podatka |                |                |                |                |

| 15. marec 1973 | Nizozemska | 14:0 | Danska | Rotterdam, Nizozemska |

| Poročilo tekme      | Poročilo tekme | Poročilo tekme | Poročilo tekme | Poročilo tekme |
| ------------------- | -------------- | -------------- | -------------- | -------------- |
| Začetek: ni podatka |                |                |                |                |

| 16. marec 1973 | Norveška | 3:8 | Francija | Tilburg, Nizozemska |

| Poročilo tekme      | Poročilo tekme | Poročilo tekme | Poročilo tekme | Poročilo tekme |
| ------------------- | -------------- | -------------- | -------------- | -------------- |
| Začetek: ni podatka |                |                |                |                |

| 16. marec 1973 | Madžarska | 5:1 | Bolgarija | Nijmegen, Nizozemska |

| Poročilo tekme      | Poročilo tekme | Poročilo tekme | Poročilo tekme | Poročilo tekme |
| ------------------- | -------------- | -------------- | -------------- | -------------- |
| Začetek: ni podatka |                |                |                |                |

| 16. marec 1973 | Združeno kraljestvo | 8:8 | Danska | Haag, Nizozemska |

| Poročilo tekme      | Poročilo tekme | Poročilo tekme | Poročilo tekme | Poročilo tekme |
| ------------------- | -------------- | -------------- | -------------- | -------------- |
| Začetek: ni podatka |                |                |                |                |

| 17. marec 1973 | Nizozemska | 7:0 | Kitajska | Rotterdam, Nizozemska |

| Poročilo tekme      | Poročilo tekme | Poročilo tekme | Poročilo tekme | Poročilo tekme |
| ------------------- | -------------- | -------------- | -------------- | -------------- |
| Začetek: ni podatka |                |                |                |                |

| 18. marec 1973 | Kitajska | 7:1 | Združeno kraljestvo | Rotterdam, Nizozemska |

| Poročilo tekme      | Poročilo tekme | Poročilo tekme | Poročilo tekme | Poročilo tekme |
| ------------------- | -------------- | -------------- | -------------- | -------------- |
| Začetek: ni podatka |                |                |                |                |

| 18. marec 1973 | Bolgarija | 6:5 | Francija | Utrecht, Nizozemska |

| Poročilo tekme      | Poročilo tekme | Poročilo tekme | Poročilo tekme | Poročilo tekme |
| ------------------- | -------------- | -------------- | -------------- | -------------- |
| Začetek: ni podatka |                |                |                |                |

| 18. marec 1973 | Madžarska | 11:5 | Danska | Rotterdam, Nizozemska |

| Poročilo tekme      | Poročilo tekme | Poročilo tekme | Poročilo tekme | Poročilo tekme |
| ------------------- | -------------- | -------------- | -------------- | -------------- |
| Začetek: ni podatka |                |                |                |                |

| 18. marec 1973 | Nizozemska | 3:6 | Norveška | Haag, Nizozemska |

| Poročilo tekme      | Poročilo tekme | Poročilo tekme | Poročilo tekme | Poročilo tekme |
| ------------------- | -------------- | -------------- | -------------- | -------------- |
| Začetek: ni podatka |                |                |                |                |

#### Lestvica
OT-odigrane tekme, z-zmage, n-neodločeni izidi, P-porazi, DG-doseženo goli, PG-prejeti goli, GR-gol razlika, T-točke.
| #  | Reprezentanca       | OT | Z | N | P | DG | PG | GR  | T  |
| -- | ------------------- | -- | - | - | - | -- | -- | --- | -- |
| 15 | Norveška            | 7  | 7 | 0 | 0 | 53 | 14 | +39 | 14 |
| 16 | Nizozemska          | 7  | 5 | 0 | 2 | 52 | 21 | +31 | 10 |
| 17 | Madžarska           | 7  | 5 | 0 | 2 | 44 | 24 | +20 | 10 |
| 18 | Bolgarija           | 7  | 3 | 1 | 3 | 29 | 28 | +1  | 7  |
| 19 | Kitajska            | 7  | 2 | 2 | 3 | 21 | 28 | -7  | 6  |
| 20 | Francija            | 7  | 3 | 0 | 4 | 23 | 29 | -6  | 6  |
| 21 | Danska              | 7  | 0 | 2 | 5 | 22 | 58 | -36 | 2  |
| 22 | Združeno kraljestvo | 7  | 0 | 1 | 6 | 18 | 60 | -42 | 1  |

- Norveška in nizozemska reprezentanca sta se uvrstili v skupino B.

## Končni vrstni red
1. Sovjetska zveza
2. Švedska
3. Češkoslovaška
4. Finska
5. Poljska
6. Zahodna Nemčija
7. Vzhodna Nemčija
8. ZDA
9. Jugoslavija
10. Romunija
11. Avstrija
12. Japonska
13. Švica
14. Italija
15. Norveška
16. Nizozemska
17. Madžarska
18. Bolgarija
19. Kitajska
20. Francija
21. Danska
22. Združeno kraljestvo